# Disputationes de controversiis

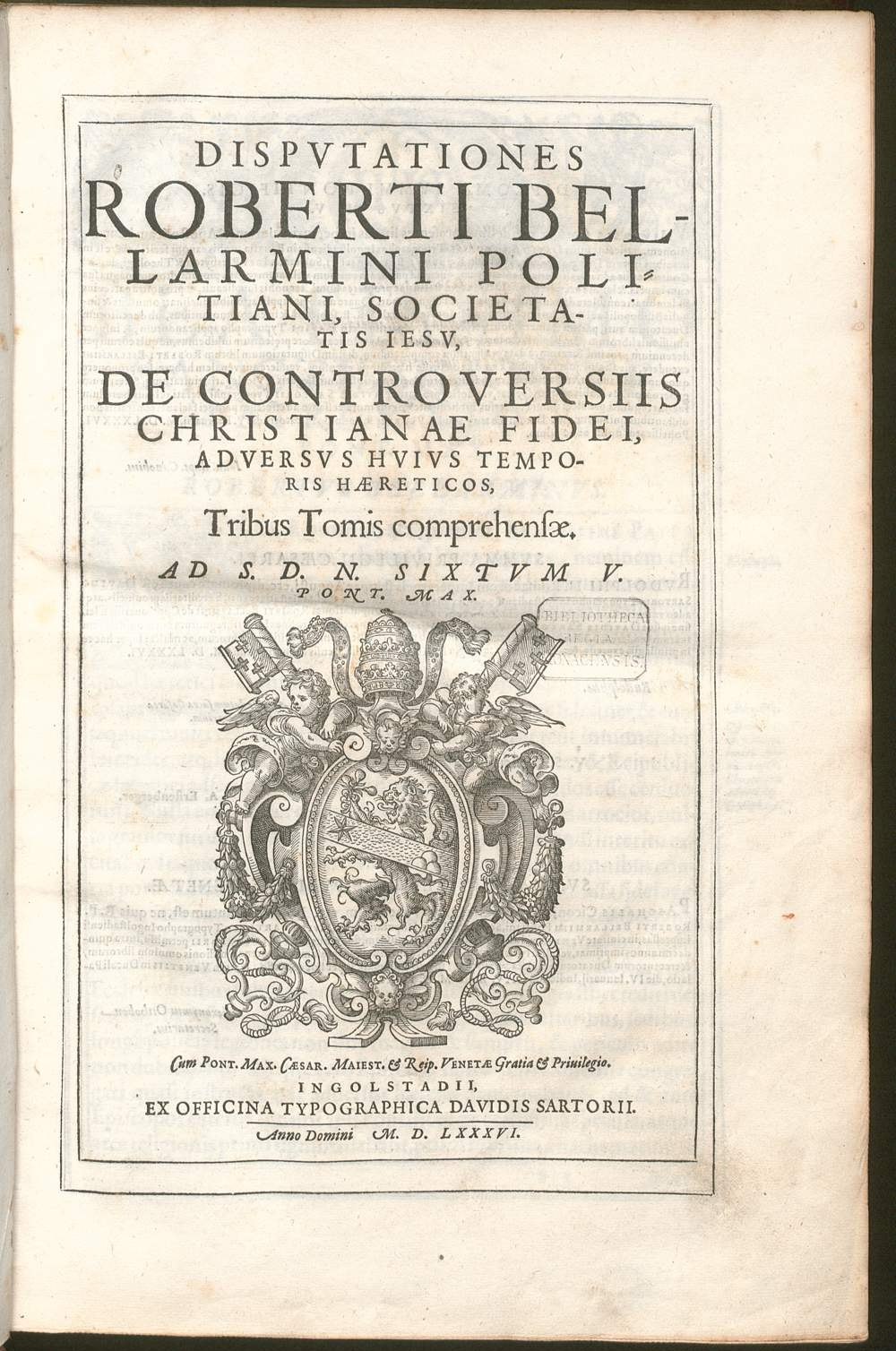
Disputationes, Teil I, Ingolstadt 1586

Die Disputationes de controversiis christianae fidei adversus hujus temporis haereticos – „Disputationen über die Streitpunkte des christlichen Glaubens gegen die heutigen Häretiker“ – ist ein dogmatisches Werk des italienischen Jesuiten Robert Bellarmin, das zuerst 1586–1593 in Ingolstadt erschien.

## Inhalt und Bedeutung
Die Disputationes de controversiis gelten als apologetisches Hauptwerk Bellarmins. Es „bringt die erste gründliche, auch im Ton gemäßigte Auseinandersetzung mit dem Protestantismus“. Es wurde aber auch als „die endgültige Verteidigung der päpstlichen Vollmacht“ bezeichnet. Nach dessen Veröffentlichung galt Bellarmin als bedeutendster Apologet der katholischen Lehre und der päpstlichen Vollmacht.

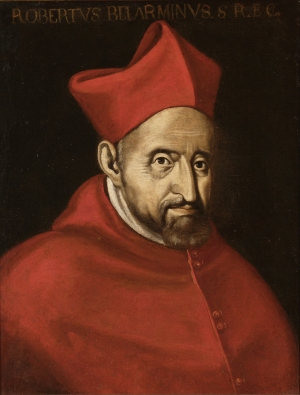
Robert Bellarmin

Bellarmin erarbeitete diese Disputationen, als er am Collegium Romanum eine Professur für Apologetik bekleidete. Sie wurden zuerst in Ingolstadt in drei, später auch in vier Bänden veröffentlicht. Diese Arbeit war der erste Versuch, die verschiedenen Kontroversen der Zeit zu systematisieren, und machte einen großen Eindruck in ganz Europa. Die Stärke seiner Argumente gegen den Protestantismus wurde in Deutschland und England spürbar wahrgenommen. Thomas Hobbes (in seinem Hauptwerk Leviathan), Theodor von Beza und John Rainolds schrieben die wichtigsten Entgegnungen zu dieser Arbeit.
Der erste Band befasst sich mit dem Wort Gottes, Christi und des Papstes, der zweite mit der Autorität ökumenischer Konzilien und der Kirche, der dritte Band mit den Sakramenten und der vierte mit der göttlichen Gnade, dem freien Willen, der Rechtfertigung und den guten Werken.
Der wichtigste Teil der Arbeit ist in den fünf Büchern über den Papst (= 3. Kontroverse des 1. Bandes) enthalten. Nach einer spekulativen Einführung in die Regierungsformen im Allgemeinen sagt Bellarmin, dass eine monarchische Regierung und eine zeitlich begrenzte Macht für die Kirche notwendig seien, um die Einheit und Ordnung in ihr zu erhalten. Bellarmin argumentiert, dass ein häretischer Papst von einem allgemeinen Konzil gerichtet werden könne, weil er aufgrund seiner Häresie sein Amt verloren habe. Damit nimmt er im Vergleich zu anderen Autoren der Gegenreformation eine gemäßigte Stellung hinsichtlich der Autorität des Papstes ein. Ferner argumentiert er, dass der Papst zwar weltliche Macht ausübe, aber nicht schon kraft Amtes unmittelbar und uneingeschränkte weltliche Macht über die gesamte Welt innehabe. Aufgrund dieser Position wollte Sixtus V. den ersten Band der Disputationes 1590 als zu expurgierendes Werk auf den Index librorum prohibitorum setzen, allerdings wurde diese Fassung des Index nie promulgiert.
Der dritte Abschnitt behandelt den Antichristen. Bellarmin vertritt die von den Kirchenvätern formulierte Lehre, dass ein persönlicher Antichrist kurz vor dem Ende der Welt kommen werde und dass dieser von den Juden akzeptiert werden und im Tempel von Jerusalem thronen werde. Damit trat er der protestantischen Haltung entgegen, die den Antichristen mit dem Papst identifizierte.

## Textausgaben

### Lateinische Ausgabe
- Disputationes de controversiis Christianae fidei adversus hujus temporis haereticos.
  - Band 1, Ingolstadt 1586 (online)
  - Band 2, Ingolstadt 1588 (online)
  - Band 3, Ingolstadt 1593 (online)

### Deutsche Übersetzung
- Streitschriften über die Kampfpunkte des christlichen Glaubens in 14 Bänden, übersetzt von Viktor Philipp Gumposch (1817–1853), Augsburg 1842–1853
  - 1. Über das Wort Gottes (online),
  - 2. Über Christus, das Haupt der ganzen Kirche (online),
  - 3. Über den Papst (online),
  - 4. Über die Concilien und die Kirche (online),
  - 5. Über die Glieder der streitenden Kirche (online),
  - 6. Über die Kirche, welche im Reinigungsorte ist (online),
  - 7. Über die Kirche, welche im Himmel triumphirt, und über die Ablässe (online),
  - 8. Über die Sacramente im Allgemeinen (online),
  - 9. Über die Taufe und die Firmung (online),
  - 10. Über das Altarssacrament (Teil 1), (Teil 2)
  - 11. Über die Buße (online),
  - 12. Über die letzte Ölung, die Priesterweihe und die Ehe (online),
  - 13. Über die Gnade des ersten Menschen (online),
  - 14. Über den Verlust der Gnade und den Stand der Sünde (online)

Unter dem abgeänderten Titel Disputationen über die Streitpunkte des christlichen Glaubens erscheint seit 2012 eine orthographisch überarbeitete und durch Register erschlossene Neuausgabe der Übersetzung Gumposchs bei der Kulmbacher Verlagsbuchhandlung Sabat unter dem Programmtitel Bibliothek der Kirchenlehrer